# Série 1000 da CP
A Série 1000, igualmente denominada de Drewry, em referência à sua fabricante, refere-se a um tipo de locotractora utilizado pela Companhia dos Caminhos de Ferro Portugueses.

## História
Após o final da Segunda Guerra Mundial, na década de 1940, a Companhia dos Caminhos de Ferro Portugueses estava com dificuldades em manter em funcionamento a sua frota de locomotivas a vapor, devido à escassez de carvão. De forma a resolver este problema, o governo iniciou o Plano de Reequipamento, um programa que utilizava fundos do Plano Marshall para adquirir material circulante que utilizasse combustíveis alternativos, principalmente gasóleo. Entre as várias séries de material circulante encomendadas no âmbito deste programa, estavam as locotractoras da Série 1000. O número de série que lhes foi atribuído, 1000, veio do facto de serem as primeiras unidades motoras a gasóleo da Companhia dos Caminhos de Ferro Portugueses, cujo método de classificação de material motor foi alterado nesse ano para acomodar a entrada ao serviço das novas unidades, devendo a numeração das locomotivas e locotractoras ser ascendente, por ordem de compra e tipo de disposição dos rodados.
Esta série era de origem britânica, sendo originalmente destinadas a fazer as manobras em áreas em construção.

## Ficha técnica
- Dados gerais:
  - Número de unidades: 6 (1001-1006)
  - Ano de Entrada ao Serviço: 1948
- Fabricantes
  - Partes mecânicas: Drewry Car Co.
  - Motor: L. Gardner and Sons
  - Freio: Westinghouse Brake and Signal Company Ltd
  - Registador de velocidade: Drewry Car Co. (apenas indicador)
  - Disposição dos rodados: C
- Dimensões
  - Altura (total): 3,740 m
  - Largura : 2,345 m
  - Comprimento: 7,815 m
  - Diâmetro das rodas (novas): 0,991 m
- Performance
  - Velocidade Máxima: 41,5 km/h
  - Esforço inicial máximo de tracção: 7600 kg
  - Factor de adesão: 0,25
  - Esforço de tracção máximo à velocidade máxima: 1020 kg
  - Potência nominal ao carril: 150 Cv
  - Peso em ordem de marcha: 30,4 ton.
  - Peso máximo por eixo: 11 ton.
- Motor
  - Construtor: L. Gardner and Sons
  - Tipo: 8L3
  - Disposição e número de cilindros: 8 em linha
  - Velocidade: 1200 r.p.m.
  - Potência nominal: 200 Cv
- Transmissão
  - Tipo: Mecânica
  - Caixa de Velocidades: Wilson - Drewry Car Co. CA5
  - Relação final da Transmissão: 5,32:1